# Сосновка (приток Томи)

Сосновка — река в России, протекает в Кемеровской области. Устье реки находится в 127 км от устья по правому берегу реки Томь. Длина реки составляет 94 км.
Населённые пункты на реке (от истока): Каленово, Корчуганово, Литвиново, Красносёлка, Балахнияр, Ботьево, Нижнешубино, Пашково, Ленинский, Усть-Сосновка.

## Бассейн
- ? км: Крюковка
- 10 км: Мельничная
  - 1 км: Яловка
- ? км: Батурка
- 29 км: Ельцовка
  - ? км: Мостовая
  - ? км: Седелка
- ? км: Большая Маметьевка
- 43 км: Северная
  - 6 км: Крутая
  - 10 км: Каменка
- ? км: Шубинка
- 48 км: Кузель
- ? км: Мартьяжка
- ? км: Истоминка
- ? км: Татарка
  - ? км: Зайцев Лог
- ? км: Ботьевка
- 65 км: Васькина (Тиновка)
  - 5 км: Носкова
  - ? км: Лесная
    - ? км: Тиновка
- ? км: Болотная
- ? км: Ручей
- ? км: Березовка
- ? км: Малая
- ? км: Дальняя
  - ? км: Кадачник

## Данные водного реестра
По данным государственного водного реестра России относится к Верхнеобскому бассейновому округу, водохозяйственный участок реки — Томь от города Кемерово и до устья, речной подбассейн реки — Томь. Речной бассейн реки — (Верхняя) Обь до впадения Иртыша.